# Chinese Taipei Badminton Association
Die Chinese Taipei Badminton Association (CTBA, engl. für chinesisch 中華民國羽球協會 / 中华民国羽球协会, Pinyin Zhōnghuá mínguó yŭqiú xiéhuì, W.-G. Chunghua minkuo yüch'iu hsiehhui – „Badmintonverband der Republik China“) ist die oberste nationale administrative Organisation in der Sportart Badminton in Taiwan. Der Verband wurde 1956 mit der englischen Bezeichnung Republic of China Badminton Committee (chinesisch 中華全國羽球委員會) gegründet.

## Geschichte
Bei Gründung des Verbandes 1956 hatte dieser nur etwa 200 Mitglieder und zwei Hallenspielfelder. 1957 erfolgte die Umbenennung des Verbandes in National Badminton Association of the Republic of China (chinesisch 中華全國羽球委員會以), 1973 in den heutigen Namen.
1985 zählte der Verband bereits mehr als 60.000 Mitglieder. Mit der Mitgliedschaft in der Badminton World Federation, damals noch als International Badminton Federation bekannt, und der damit verbundenen De-facto-Anerkennung Taiwans wurde 1978 ein Split innerhalb des Weltdachverbandes IBF ausgelöst, in dessen Folge die World Badminton Federation unter Führung Chinas gegründet wurde. Nach Beilegung des Streits vereinigten sich IBF und WBF 1981 wieder. Der Verband ist ebenfalls Gründungsmitglied im kontinentalen Dachverband Badminton Asia Confederation.

## Bedeutende Veranstaltungen, Turniere und Ligen
- Chinese Taipei Open
- Chinese Taipei International
- Kaohsiung International
- Taiwanische Meisterschaft

## Bedeutende Persönlichkeiten
- C. Y. Wong
- Peng Meng-Chi, ehemaliger Präsident